# گوگرد دی‌اکسید
گوگرد دی‌اکسید (به انگلیسی Sulfur dioxide) یک ترکیب شیمیایی به صورت گاز در دمای اتاق با فرمول شیمیایی SO2 است. این ماده توسط آتشفشان‌ها و بسیاری از فعالیت‌های صنعتی تولید می‌شود. سوختن نفت و زغال سنگ به علت وجود ترکیبات گوگردی در آن‌ها با تولید این گاز همراه است. معمولاً کاتالیزگرهایی چون NO2 در جو باعث واکنش این گاز با بخار آب موجود در هوا و تشکیل اسید سولفوریک می‌شود.
این گاز بی‌رنگ سمی دارای جرم مولی ۶۴٫۰۷ گرم بر مول، چگالی ۱٫۵۵۱ گرم بر لیتر، نقطهٔ ذوب ۷۵٫۵- درجهٔ سانتی گراد و نقطهٔ جوش ۱۰٫۰- درجهٔ سانتی گراد است و اشتعال زا نیست.

## ساختمان
مولکول گوگرد دی‌اکسید یک مولکول دارای ساختار رزونانسی می‌باشد. رزونانس این مولکول بین دو پیوند S-O می‌باشد و سه ساختار رزونانسی آن در شکل نشان داده شده‌اند. طول پیوند S-O در مولکول سولفور دی‌اکسید (۱۴۳٫۱ پیکومتر) از طول پیوند S-O سولفور مونو اکسید(۱۴۸٫۱ پیکومتر) کوتاه‌تر است. به این معنی که انرژی این پیوند در مولکول SO2 بیشتر است و دانشمندان به این دلیل به وجود ساختار رزونانسی این مولکول پی برده‌اند.

## واکنش‌ها
گوگرد دی‌اکسید به راحتی با مواد قلیایی واکنش می‌دهد و نمک‌های سولفیت را به وجود می‌آورد
SO2 + 2 NaOH → Na2SO3 + H2O
همچنین این ماده با هالوژن‌ها واکنش می‌دهد و نمک‌های هالیدی را به وجود می‌آورد.
SO2 + Cl2 → SO2Cl2

## ساخت

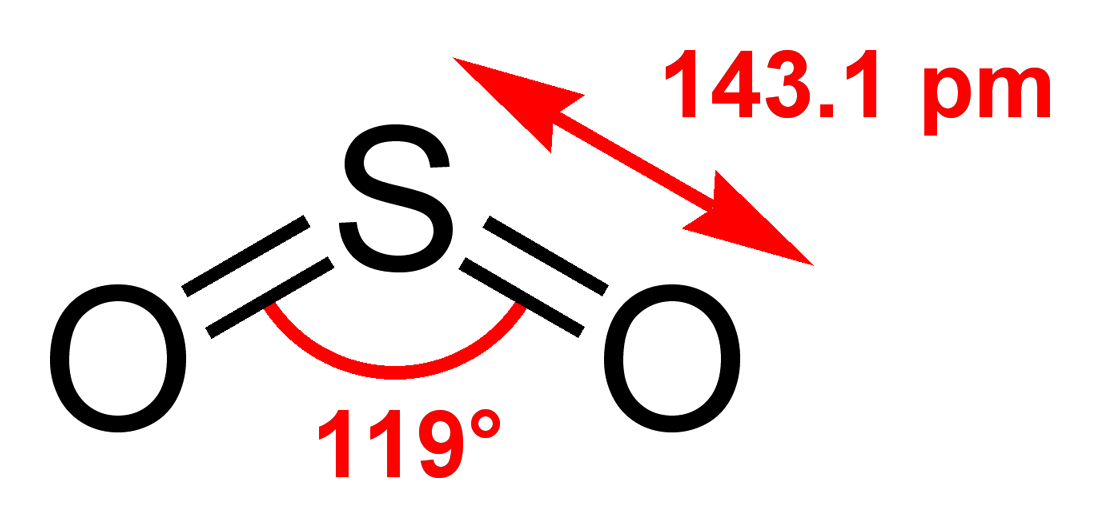
نگاره ای از ساختار مولکولی گوگرد دی اکسید

این ماده با سوختن گوگرد ایجاد می‌شود.
S8 + 8 O2 → 8 SO2
هیدروژن سولفید و ترکیبات زیست کره هم مانند گوگرد حین سوختن گوگرد دی‌اکسید تولید می‌کنند.
2 H2S + 3 O2 → 2 H2O + 2 SO2
گرمادهی به کانی‌های سولفیدی نیز این گاز را آزاد می‌کند.
4 FeS2 + 11 O2 → 2 Fe2O3 + 8 SO2
2 ZnS + 3 O2 → 2 ZnO + 2 SO2
HgS + O2 → Hg + SO2
این گاز فراورده جانبی ساخت کلسیم سیلیکات (در فرایند ساخت سیمان) است. در این فرایند کلسیم سولفات همراه با شن و کُک گرمادهی می‌شود.
2 CaSO4 + 2 SiO2 + C → 2 CaSiO3 + 2 SO2 + CO2
با استفاده از سدیم متا بی سولفات
H2SO4 + Na2S2O5 → 2 SO2 + Na2SO4 + H2O

## استفاده‌ها

### سولفوریک اسید
این گاز در ساخت سولفوریک اسید استفاده می‌شود. برای این کار ابتدا آن را به گوگرد تری‌اکسید تبدیل می‌کنند.

### نگه دارنده
این گاز در برخی مواقع به عنوان نگه دارندهٔ مواد خشک به ویژه میوه‌های خشک استفاده می‌شود. چرا که ظاهر میوه را خوب حفظ می‌کند.